# Волте
Волте (нід. Volthe) — селище в нідерландській провінції Оверейсел. Входить до муніципалітету Дінкелланд.
Перша згадка про населений пункт датується cent-им сторіччям. Наразі у ньому нараховується близько 200 будинків.

## Галерея

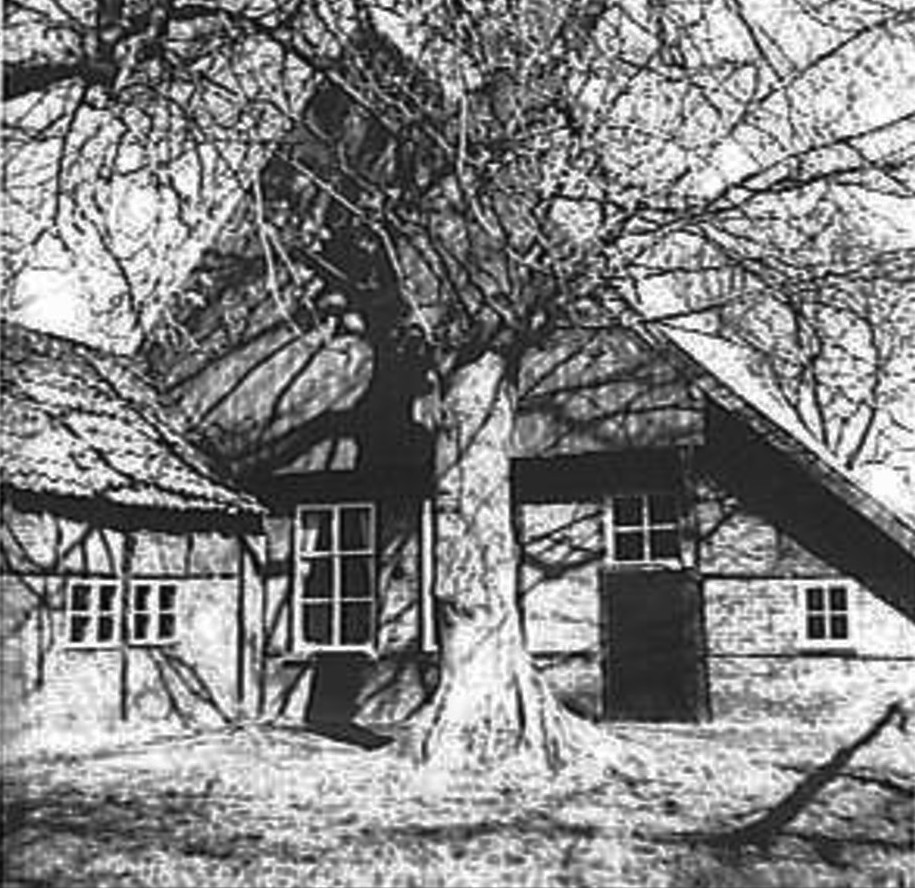
Традиційний будинок
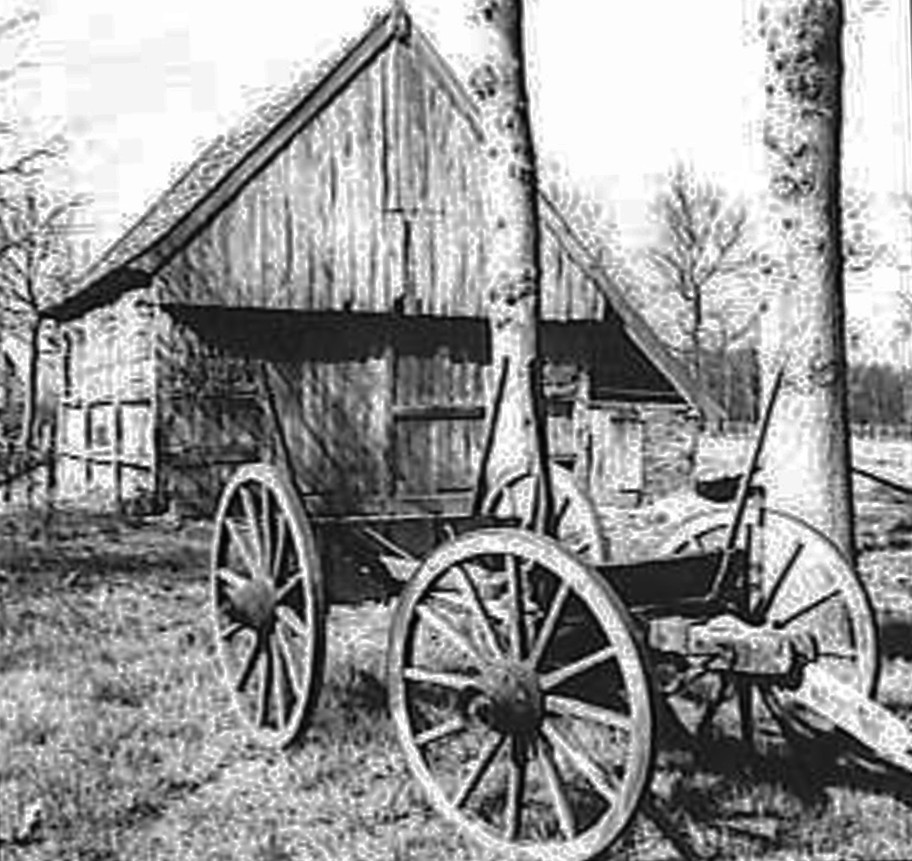
Стодола
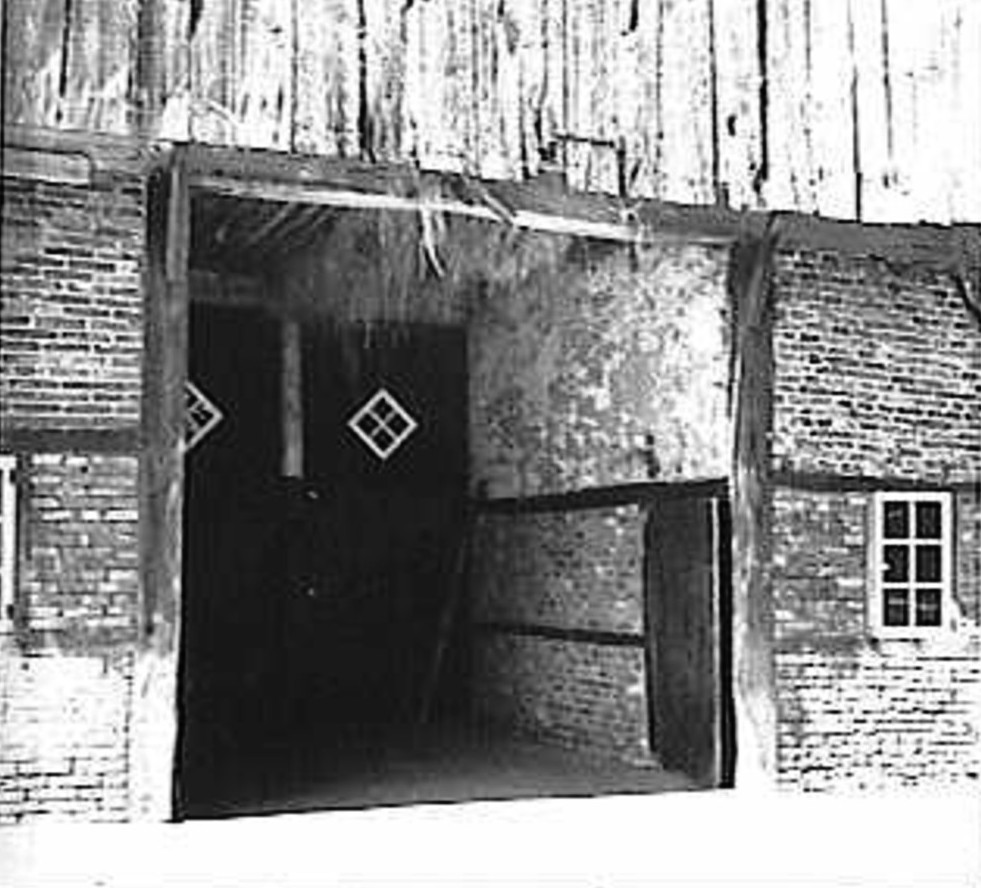
Вхід до стодоли